# Wodopławik białogłowy
Wodopławik białogłowy (Arundinicola leucocephala) – gatunek małego ptaka z rodziny tyrankowych (Tyrannidae), jedyny przedstawiciel monotypowego rodzaju Arundinicola. Występuje w centralnej i północnej Ameryce Południowej. Nie wyróżnia się podgatunków.
Zasięg występowania
Od centralnej i północnej Kolumbii, poprzez północną i centralną Wenezuelę, Trynidad i region Gujana na południowy wschód, przez wschodnią i centralną Brazylię do południowo-wschodniej Brazylii, północnej Argentyny i Paragwaju; także północno-wschodnie Peru i północna Boliwia.
Środowisko
Wodopławik białogłowy jest zwykle spotykany do wysokości 500 m n.p.m. Środowisko jego życia stanowią bagna, stawy, zarośla trzcin oraz obrzeża namorzynów.
Morfologia

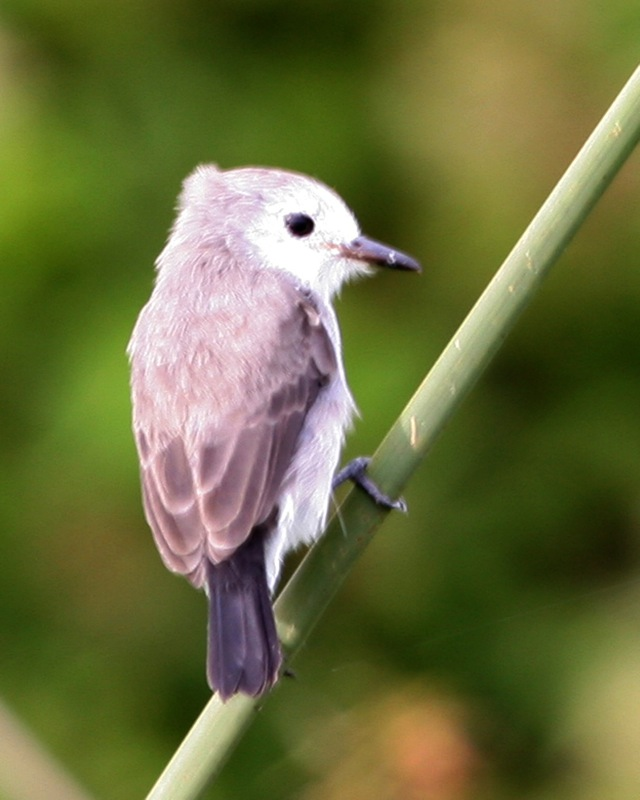
Samica. Zdjęcie wykonane w Argentynie

Długość ciała wynosi 12–13 cm, masa ciała 10–16 g. Występuje wyraźny dymorfizm płciowy. Samiec całkowicie czarny, z białą głową. Dziób cienki, dolna jego część ma barwę żółtą, górna – czarniawą. Samica posiada szary wierzch głowy i grzbiet oraz brązowe lotki i sterówki. Spód ciała jasnoszary. U obu płci nogi ciemnoszare, a tęczówki brązowe.
Pożywienie
Głównie owady.
Lęgi
Okres lęgowy zależny od regionu. Gniazdo o kulistym kształcie zwykle mieści się na krzewie, w pobliżu wody lub ponad jej powierzchnią. Budulec stanowią trawy i pióra. Samica składa 2 lub 3 jasnokremowe jaja. Inkubacja trwa 12–16 dni; wysiadują oba ptaki z pary. Pisklęta są w pełni opierzone po 14 dniach od wyklucia.
StatusIUCN uznaje wodopławika białogłowego za gatunek najmniejszej troski (LC, Least Concern) nieprzerwanie od 1988 roku. Liczebność populacji nie została oszacowana, ale ptak ten opisywany jest jako dość pospolity. Ze względu na brak dowodów na spadki liczebności bądź istotne zagrożenia dla gatunku BirdLife International uznaje trend liczebności populacji za stabilny.